# アフリカ分割
| ベルギー | イタリア   |
| イギリス | ポルトガル |
| フランス | スペイン   |
| ドイツ   | 独立国     |

1913年の欧州列強によるアフリカの植民地分割状態

アフリカ分割（アフリカぶんかつ）とは、1880年代から第一次世界大戦前の1912年までにかけて、ヨーロッパの帝国主義列強によって激しく争われたアフリカ諸地域の支配権争奪と植民地化の過程のことである。
1912年にイタリアがリビアを獲得したことによって、リベリアとエチオピアを除くアフリカの全土がヨーロッパのわずか7か国によって分割支配された。
なお、リベリアはアメリカ合衆国の保護国であったため、事実上アメリカ合衆国の植民地であった。また、エチオピアもアフリカ分割後の1936年にイタリア領東アフリカとして実質的な植民地となった。

## 背景

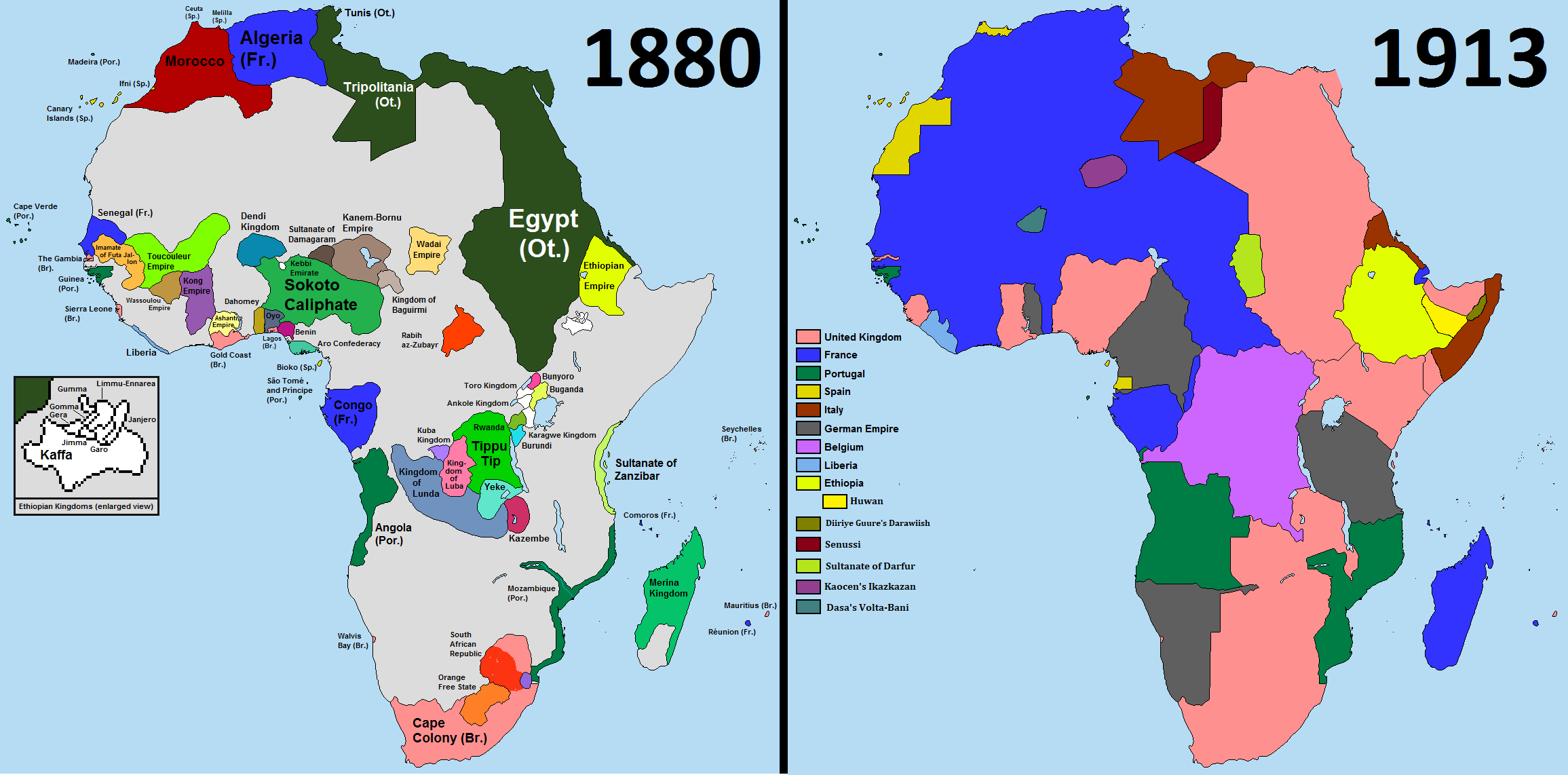
1880年から1913年の植民地分割図

ヨーロッパ勢力のアフリカ進出は、15世紀のポルトガル・スペインの進出以来、ムスリム（イスラム教徒）やその他の様々な現地の王国との対立抗争をはらみつつ行われてきたが、いずれもアフリカ大陸の沿岸部に限られており、しかも多くの場合、沿岸の港湾を点として支配するのみであった。支配が内陸部まで及ばなかったのは、アフリカにヨーロッパ人が求めたのは奴隷や若干の物産に過ぎず、沿岸の拠点地を通じて内陸部を支配する王国から購入すれば充分事足り、支配を広げるコストに見合う利益がアフリカには見当たらなかったためである。
しかし19世紀に入ると産業革命が進み、それに伴って奴隷貿易が禁止された。この結果、アフリカを奴隷や象牙などの珍品の供給地としてではなく、工業のための原料の供給地とし、さらに工業製品の市場として囲い込む植民地とするほうが経済的に見合うと判断されるようになり、列強は全面的な植民地支配を目指す政策へと大きく転換する。
当時のヨーロッパの人々は、奴隷貿易の廃絶を求めるなど、アフリカの人々に人間としての権利を認めるようになっていた。しかし一方で、アフリカの人々は自分達より人種的・文明的に劣等であるという意識を強烈に持つようになっていた。こうした考えを抱いたヨーロッパの人々にとって、アフリカ現地の人々を支配下に組み込み、ヨーロッパ式の宗教、政治制度、言語、文化を「与える」ことは、未開な人々を文明化する行為である（altruism）とみなされ、植民地獲得は文明の名のもとに正当化された。

## 沿革

### 初期の進出
18世紀の末頃から、ヨーロッパはアフリカの内陸部に対する興味を深め、探検隊を派遣してこれまで「暗黒大陸」と呼ばれてきたアフリカの実像を明らかにしようとするようになった。19世紀半ばにはデイヴィッド・リヴィングストン、ヘンリー・スタンリーら偉大な探検家が現われ、内陸部の探検を進める。これらの探検隊は、宗教的、あるいは政治的な目的を帯びており、探検の目的は奥地へのキリスト教の布教や、奥地の首長との政治関係樹立を行っていった。
また、奴隷貿易の対象ではなく宗教上のライバルであった北アフリカのイスラム諸国は、19世紀には宗主国オスマン帝国の影響力が衰え、また自立した群小政権もヨーロッパ勢力の経済的・軍事的な発展に対してほとんど為す術がないほど弱体化していた。ここに入り込もうとしたのが当時の植民地大国であるイギリスとフランスであり、両国はナポレオン戦争時代からエジプトの支配権を巡って対立関係にあった。1869年、フランスはエジプトと協力してスエズ運河を完成させたが、この建設はエジプト財政に対する過大な負担に跳ね返り、1875年になってスエズ運河会社の株を購入したイギリスがかわってエジプトの支配権を手に入れた。1882年、イギリスはついにエジプトを保護国化し、さらに南のスーダンへと侵攻する。
イギリスは、エジプトとは別に、1815年のウィーン議定書でオランダから手に入れたアフリカ南端のケープ植民地領を拡大し、南アフリカの内陸部に植民地を広げつつあった。イギリスはエジプトと南アフリカの南北ふたつの拠点から大陸を南北に貫くよう植民地の拡大に向かっていったので、これをアフリカ縦断政策という。
一方、フランスはモロッコを影響下におくとともに、1830年にアルジェリア、1881年にチュニジアを保護国とした。フランスは北アフリカ西部のマグリブからサハラ砂漠を越えて大陸の中央部を西は大西洋から東は紅海、インド洋にいたる東西に広がった植民地の拡大を目指すアフリカ横断政策を推進した。1881年には東アフリカのアフリカの角西部にジブチ植民地を建設して大陸横断の東の終点とする。
この2政策が交錯したため、1898年に現スーダンのファショダでファショダ事件が勃発した。この事件においてフランスがイギリスに譲歩したため、大きな軋轢は生まれなかった。

### 新興国の進出と植民地化に対する抵抗
19世紀後半に入ると、ヨーロッパの新興工業国であるイタリア、ドイツ、ベルギーなどがアフリカへの進出を試み始め、イギリス・フランスや古くからの進出国であるポルトガル・スペインなど、列強の間で植民地の境界を巡る衝突と対立が起こった。特に、ベルギーの国王レオポルド2世が王家の私的な領地としてアフリカに植民地を持つことを目指し、探検家スタンリーを中部アフリカに派遣してコンゴ川流域の領有化をはかると、ベルギーの国内外を巻き込んだ大きな問題となった。また、西アフリカの大河川ニジェール川流域には北のサハラ側からフランス、南の大西洋側からイギリスの勢力がのび、対立が明らかとなる。
これに対しドイツのビスマルク首相はコンゴとニジェールの問題の協議をつうじてアフリカ植民地化の列強の利害を調整する会議の開催を提唱し、1884年にベルリン会議が開かれた。14か国が参加したこの会議によってコンゴ川およびニジェール川の航行の自由が定められ、ベルギー王領コンゴはコンゴ自由国として形式的に独立し、ベルギー王の領有が認められる。加えて、沿岸部を新規に領有した国は、その後背地の領有を国際的に認められること、新規に領土を得た国は他の列強にその事実を通告することなどを定めた植民地化の原則が合意された。
当然、これらの一連の協定はアフリカ現地の人々の意向はまったく考慮に入れないものであった。そのため、アフリカではヨーロッパ列強の支配が及んでくるのに対し、さまざまな抵抗運動が起こった。すなわち、スーダンにおけるマフディー運動、西アフリカのトゥクロール帝国（1848年–1890年）および後継国家のサモリ帝国（1878年–1898年）のジハード政権、タンザニアのマジ・マジ反乱などであるが、これらはいずれも圧倒的に進歩したヨーロッパ列強の軍事技術の前に敗れ去り、滅びた。
また、ヨーロッパが到来する以前から、アフリカ現地には様々な土着の王国が既に存在していたが、これらも同様に武力で制圧され、20世紀の初頭までに消滅したり、植民地に内包された保護領になっていった。わずかな例外は、1896年に侵攻してきたイタリア軍を撃退し、独立を保ったエチオピア帝国である。もうひとつの独立を保ったリベリアは、1847年にアメリカ合衆国から送り込まれた解放奴隷たちが立てた国で、英語を話しキリスト教を信仰するアメリカ帰りの黒人たちによる土着黒人を支配したその体制は、周辺諸国の植民地支配と実のところ大差ないものであり、しかも政治的にアメリカの強い影響下にあった。

### 列強間の衝突と分割の完了

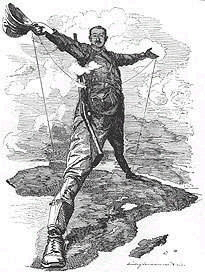
カイロからケープタウンまでの鉄道用電線を敷設するセシル・ローズの風刺画

ベルリン会議を成功させたドイツのビスマルクは、1885年にタンガニーカ（現在のタンザニア）にドイツ領東アフリカ植民地を建設し、カメルーン、トーゴランド、西南アフリカ（ナミビア）を次々に獲得した。さらに、縦断政策により本来この地方の領有をねらっていたイギリスと東アフリカ分割協定を結び、ケニアおよびウガンダをイギリスに譲って過度な植民地拡大による外国との衝突を避けた。
しかし列強の角逐はやまず、1898年にはマフディー戦争によってイギリスの勢力が後退したスーダンにフランスが進軍し、イギリスとフランスの間で武力衝突の危機となったファショダ事件が起こった。スーダンはイギリスの縦断政策とフランスの横断政策の交点であったためであるが、結局はフランスが先にスーダンに進出していたイギリスを尊重して譲歩し、衝突は回避された。
1904年、イギリスとフランスは最終的な妥協を行い、英仏協商を結んで同盟する。このときまでに西アフリカには広大な仏領西アフリカ植民地が形成され、アルジェリア・チュニジアと仏領コンゴ、ジブチ、そしてマダガスカルがフランス植民地として確定した。一方、イギリスはエジプト・スーダン・ケニア・ウガンダに加え、ニジェール川下流域のナイジェリアを植民地化し、さらにブーア戦争に勝利して南部アフリカに広大な植民地を獲得していた。
一方、1888年に即位したドイツのヴィルヘルム2世は、1890年にビスマルクを退けて植民地獲得に積極的に取り組み、英仏と対立した。1905年には、英仏協商によって帰属未確定のモロッコがフランスの勢力圏に定められたことに対抗し、第一次モロッコ事件を起こして圧力をかける。しかし、この問題の解決のために開かれたアルヘシラス会議ではスペインとイギリスがフランスの側につき、モロッコはフランスとスペインの勢力圏と定められた。1911年、ドイツはモロッコに軍艦を派遣し、再びフランスを牽制した（第二次モロッコ事件）が、結局フランスに譲歩せざるを得なくなり、モロッコをフランスの保護国とすることを認めた。
同じ1912年、イタリアがイタリア・トルコ戦争に勝利してオスマン帝国から北アフリカのトリポリ・キレナイカを獲得し、イタリア領リビアを成立させた。リビアとモロッコの帰属確定により、リベリアとエチオピアを除くアフリカの全土はヨーロッパの列強によってことごとく分割し尽くされ、植民地と成っていった。

## 1912年のアフリカの領有区分

### イギリス
- エジプト王国（保護国）
- イギリス・エジプト領スーダン（エジプトと共同統治。現：スーダン、南スーダン）
- イギリス領東アフリカ
  - イギリス領ケニア
  - イギリス領ウガンダ（英語版）
- イギリス領ソマリランド（現：ソマリランド）
- イギリス領西アフリカ
  - イギリス領黄金海岸（現：ガーナ）
  - イギリス領ガンビア（英語版）
  - シエラレオネ
  - イギリス領ナイジェリア
- 南ローデシア（現：ジンバブエ）
- 北ローデシア（現：ザンビア）
- ベチュアナランド（現：ボツワナ）
- イギリス領南アフリカ（現：南アフリカ共和国）
- ニヤサランド（現：マラウイ）
- イギリス領バストランド（現：レソト）
- スワジランド (現：エスワティニ)
- イギリス領モーリシャス
- イギリス領セーシェル（英語版）

### イタリア
- イタリア領リビア
- イタリア領東アフリカ
  - イタリア領エリトリア
  - イタリア領ソマリランド（現：ソマリア）

### スペイン
- プラサス・デ・ソベラニア
- スペイン領モロッコ（現：モロッコの北端及び南端）
  - イフニ
- スペイン領サハラ（現：西サハラ）
  - リオ・デ・オロ
  - サギア・エル・ハムラ
  - セウタおよびメリリャ
- スペイン領ギニア（現：赤道ギニア）
  - アンノボン島
  - フェルナンド・ポー島（現：ビオコ島）
  - リオ・ムニ

### ドイツ
- ドイツ領カメルーン（現：カメルーン）
- ドイツ領東アフリカ
  - ブルンジ
  - ルワンダ
  - タンガニーカ（現：タンザニア本土）
- ドイツ領南西アフリカ（現：ナミビア）
- ドイツ領トーゴラント（現：トーゴ、ヴォルタ州）

### フランス
- フランス領北アフリカ
  - フランス領アルジェリア
  - フランス領チュニジア
  - フランス領モロッコ
- フランス領東アフリカ
  - フランス領インド洋無人島群
  - コモロ諸島
  - フランス領ソマリランド（現：ジブチ）
  - フランス領マダガスカル
- フランス領赤道アフリカ
  - フランス領ウバンギ・シャリ（現：中央アフリカ共和国）
  - ガボン
  - フランス領コンゴ（現：コンゴ共和国）
  - フランス領チャド
- フランス領西アフリカ
  - フランス領ギニア（現：ギニア）
  - コートジボワール
  - フランス領スーダン（現：マリ共和国）
  - セネガル
  - フランス領ダホメ（現：ベナン）
  - モーリタニア
  - ニジェール
  - オートボルタ（現：ブルキナファソ）

### ベルギー
- ベルギー領コンゴ（現：コンゴ民主共和国）

### ポルトガル
- ポルトガル領アンゴラ
  - アンゴラ本土
  - ポルトガル領コンゴ（現：カビンダ州）
- ポルトガル領モザンビーク
- ポルトガル領ギニア（現：ギニアビサウ）
- ポルトガル領カーボベルデ
- ポルトガル領サントメ・プリンシペ
  - ウィダー（現：ベナン南部）
  - サントメ島
  - プリンシペ島

## 独立国
- リベリア（事実上のアメリカ合衆国の保護国）
- エチオピア帝国（ソロモン朝。しかし、アフリカ分割後の1936年から1941年の5年間はイタリア領東アフリカとしてイタリアの統治下にあった。）